# 汪治
汪治（1550年—1601年），號中台，河南承宣佈政使司汝寧府光州（今河南光山縣）人。明朝政治人物。

## 生平
明神宗萬曆十六年（1588年）戊子科河南鄉試舉人，十七年（1589年）己丑科三甲231名進士。刑部觀政，十二月养病，二十一年二月授大理寺评事，二十二年五月代替生病的蔡宗明任廣西乡试副主考，二十三年升寺副，本年升南京禮部郎中，二十六年官直隸保定府（今河北省保定市）知府，二十九年卒。

## 家族
曾祖汪鑑。祖汪日光。父汪良金，壽官。有子汪若霖。